# Chua-čou (Šen-si)
Chua-čou (čínsky pchin-jinem Huàzhōu, znaky zjednodušené 华州, tradiční 華州) je městský obvod v městské prefektuře Wej-nan v provincii Šen-si Čínské lidové republiky. Leží na východě centrální části provincie. K roku 2007 měl 364 000 obyvatel. Do roku 2015 byl okresem pod názvem Chua (čínsky pchin-jinem Huà, znaky zjednodušené 华, tradiční 華).

## Historie
Roku 806 př. n. l. v tomto území čouský král Süan pro svého mladšího bratra vydělil úděl – Čeng, který toto území ztratil ve prospěch státu Čchin. Roku 687 př. n. l. zde Čchinové zřídili okres Čeng (郑县).
Za říše Severní Wej byl roku 440 okres Čeng podřízen komandérii Chua-šan (华山郡). Roku 526 byla komandérie Chua-šan začleněna do kraje Tung-jung (东雍州), přičemž sídlo komandérie i kraje leželo v sídle okresu Čeng. Za Západních Wejů byl kraj Tung-jung přejmenován na Chua-čou (华州).
V říši Suej byla roku 583 zrušena komandérie Chua-šan a roku 607 i kraj Chua-čou a okres přešel pod komandérii Ťing-čao (京兆郡). Roku 617 byla z komandérie Ťing-čao vydělena komandérie Chua-šan, která zahrnovala i okres Čeng.
Za Tchangů byla roku 618 komandérie Chua-šan přejmenována na kraj Chua-čou, pouze v letech 686–705 a 761–762 nesla název Tchaj-čou (太州), v letech 742–758 byla přejmenována na komandérii Chua-jin (华阴郡), v letech 897–906 na prefekturu Sing-te (兴德府).
V říši Jüan byl okres Čeng zrušen a jeho území přešlo pod přímou správu kraje Chua-čou.
V mingském období byl 2. února 1556 byl kraj i široké okolí zdevastováno mimořádně ničivým zemětřesením v provincii Šen-si.
Po vzniku Čínské republiky byl kraj Chua-čou zrušen a vznikl okres Chua.
Po vzniku Čínské lidové republiky byl roku 1950 okres Chua podřízen nově vzniklé prefektuře Wej-nan (渭南专区). Od roku 1956 podléhal přímo provincii Šen-si, roku 1959 byl s dalšími okresy včleněn do okresu Wej-nan. Roku 1961 byly obnoveny okres Chua i nadřízená prefektura Wej-nan (od roku 1969 jako 渭南地区, od roku 1994 městská prefektura). Roku 2015 byl okres Chua reorganizován v městský obvod Chua-čou.